# Melanaspis jamaicensis
Melanaspis jamaicensis är en insektsart som beskrevs av Davidson 1970. Melanaspis jamaicensis ingår i släktet Melanaspis och familjen pansarsköldlöss. Inga underarter finns listade i Catalogue of Life.